# Mechesee
Der Mechesee ist ein natürliches Gewässer auf dem Gebiet des zu Bernau bei Berlin gehörenden Ortsteils Lobetal im Brandenburger Landkreis Barnim. Der kleine See liegt – von Wald umgeben –  unmittelbar am nördlichen Ortsrand und ist von dort über einen als Privatweg gekennzeichneten Zugang zu erreichen. Um den See führt ein Rundweg von etwa einem Kilometer Länge, der gern für Spaziergänge genutzt wird.
Die Wasseroberfläche des Mechesees liegt 54 Meter über dem Meeresspiegel. Gespeist wird das stehende Gewässer durch im See liegende Quellen und Niederschlagswasser. In der Seemitte befindet sich eine Sandbank. Der See ist von einem Schilfgürtel umgeben, der an einigen Stellen unterbrochen ist, womit Anglern und Badenden der Zugang zum Gewässer möglich wird. Eine ausgewiesene Badestelle mit Sandstrand befindet sich am Nordufer des Sees.
Der Mechesee wird als Angelgewässer genutzt. Hecht, Aal, Barsch, Rotauge und Rotfeder gehören zu den im See vorkommenden Fischarten.
Lobetal und der Mechesee sind Ausgangspunkt für Wanderungen in das benachbarte Naturschutzgebiet Biesenthaler Becken und zum Hellsee. 450 Meter östlich des Sees führt der Radfernweg Berlin–Usedom vorbei.
1595 wird der See erstmals schriftlich genannt (Mechow). Der Name leitet sich vom altpolabischen *mech für ‘Moos’ ab.